# Гюстав Емар
Гюстав Емар (на френски: Gustave Aimard) е литературен псевдоним на известния френски писател на исторически и приключенски романи Оливие Глу (на френски: Olivier Gloux), който твори през XIX век.

## Биография и творчество
Гюстав Емар е роден на 13 септември 1813 година в Париж. Животът му е бурен, изпълнен с премеждия, пътешествия и приключения. На 12-годишна възраст започва работа като юнга на търговски кораб и за дълги години напуска родината си. Когато пристигнал в Мексико, Емар напуска кораба в мексиканското пристанище Веракрус и с рибарска лодка предприема пътуване по крайбрежието на Мексиканския залив. През 1836 година участва в плаване до Африка и Бразилия на борда на роботърговски кораб. През 1846 година по време на войната между Мексико и САЩ (след приключването и САЩ анексират Тексас) Емар командва мексиканска военна бригантина и корабът му е пленен от американска фрегата в устието на река Мисисипи. Бягайки от плен, той се насочва на запад, и се прехранва като ловец и трапер, докато накрая е пленен от индианци от племето апачи.
През 1848 година се завръща във Франция и взема участие в революционните събития, даже става гвардейски офицер, но след преврата на Наполеон III отново заминава за Южна Америка. Там предприема редица опасни експедиции в малкоизследвани и труднодостъпни райони, като през 1851 година в Патагония отново е пленен от индианци и живее сред тях четиринадесет месеца.
Завръщайки се повторно в родината си се отдава на литературна дейност. Изпод перото му излизат десетки приключенски романи, в които той описва своите наблюдения и знания, придобити по време на странстванията му Северна, Южна Америка и Африка. Публикува повече от 50 романа, част от които добиват огромна популярност и са преведени на множество езици. В творческо отношение романите му са повлияни от творчеството на Фенимор Купър и са написани в традициите на френския роман в подлистници.
Творческите занимания обаче не са достатъчни за дейната му натура. Емар взема участие в мексиканската експедиция на френската армия по време на френско-английско-испанската интервенция в средата на 60-те години на XIX век. Гюстав Емар организира и доброволчески отряд от „свободни стрелци“, съставен от френски писатели по време на Френско-пруската война (1870 – 1871 година). След войната продължава да пише.
В края на живота си писателят е с помрачен разсъдък. Умира на 20 юни 1883 година в парижката болница „Света Ана“.